# Graham Norton
Graham William Walker (Clondalkin, Dublín; 4 de abril de 1963), más conocido como Graham Norton, es un actor y presentador de televisión irlandés. Conduce desde 2007 el talk show The Graham Norton Show, transmitido por BBC One. Desde 2009 comenta todos los años el Festival de la Canción de Eurovisión.

## Biografía
Graham William Walker nació el 4 de abril de 1963 en Clondalkin, un suburbio de Dublín (Irlanda), aunque creció en Bandon, Condado de Cork. La familia de su padre provenía del Condado de Wexford, mientras que su madre era de Belfast. Fue educado en el Bandon Grammar School, ubicado en West Cork. Posteriormente asistiría a la University College, Cork (U.C.C.), aunque no completaría sus estudios.
Norton se mudó al Reino Unido para asistir al Central School of Speech and Drama. Durante ese tiempo fue cuando escogió cambiar su apellido Walker por el de Norton.

## Trayectoria

### The Graham Norton Show
The Graham Norton Show es un programa de entrevistas británico transmitido a nivel mundial, presentado por Graham Norton. El programa es muy similar a sus anteriores, como los del Canal 4 (Channel 4) llamados V Graham Norton y So Graham Norton. Comenzó su transmisión a través de BBC Two, pero desde octubre de 2009 es transmitido por BBC One en el Reino Unido. BBC America se encarga de transmitirlo en Estados Unidos. Por otro lado, en Latinoamérica se transmite por los canales BBC Entertainment y BBC HD, llegando a la mayoría de los países de la región, como México, Honduras, Nicaragua, El Salvador, Panamá, Costa Rica, Guatemala, República Dominicana, Paraguay, Venezuela, Ecuador, Costa Rica, Perú, Colombia, Chile, Argentina, Uruguay, entre otros.

## Controversias
En el festival de Eurovisión 2012, Graham Norton fue escogido nuevamente por la BBC para retransmitir la gala de Eurovisión. Ese año, durante la actuación española, el comentarista hizo unas declaraciones polémicas en cuanto a la representante española, Pastora Soler, y sobre la situación económica de España. Otros años, también ha hecho bromas en tono de mofa sobre otros participantes, así como de los portavoces de las votaciones de cada país. Esto ha hecho que una oleada de duras críticas sobre Norton se extiendan por la red. Cabe destacar que en el 2012 también arremetió contra la representante albanesa, Rona Nishliu, llamándola «gritona», y contra la representante de Grecia de ese mismo año, relacionando los recortes en Grecia con el vestido corto que llevó la cantante.

## Televisión
- Carnal Knowledge (1996)
- Father Ted ("Hell", "Flight into Terror", "The Mainland") (1996-1998)
- Bring Me the Head of Light Entertainment (anfitrión)
- So Graham Norton (1998-2002)
- V Graham Norton (2002-2003)
- NY Graham Norton (2004)
- The Graham Norton Effect (2004-2005)
- Graham Norton's Bigger Picture (2005-2006)
- Strictly Dance Fever (2005-2006)
- How Do You Solve a Problem Like Maria? (2006)
- My Lovely Audience (2006)
- The Big Finish (2006)
- When Will I Be Famous? (2007)
- The Graham Norton Show (2007-presente)
- Any Dream Will Do (2007)
- British Academy Television Awards (2007)
- Live Earth (2007)
- The One and Only (2008)
- I'd Do Anything (2008)
- Festival de baile de Eurovisión (2007-2008)
- Your Country Needs You (2009)
- Festival de la canción de Eurovisión (2009-presente)